# Mario Balassi
Mario Balassi  né en 1604 à Florence en Toscane, mort le 9 octobre 1667 dans cette même ville est un peintre italien baroque actif au XVIIe siècle.

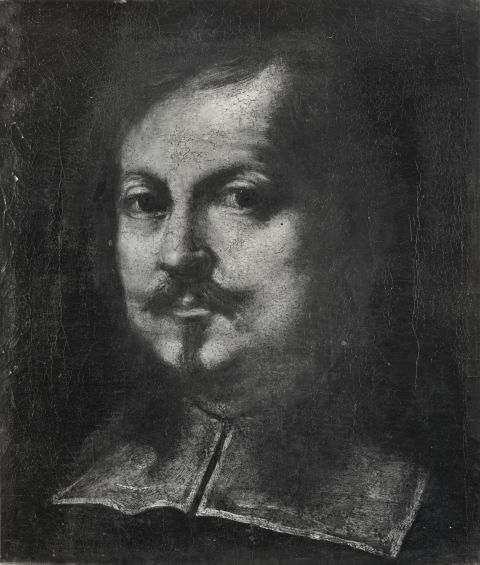
Autoportrait, palazzo Pitti

## Biographie
Mario Balassi a commencé sa formation avec Jacopo Ligozzi, puis avec Matteo Rosselli et enfin avec Domenico Passignano qu'il a accompagné à Rome pour travailler sous le pontificat du pape Urbain VIII. À Rome il fait la connaissance d'Ottavio Piccolomini qu'il accompagne à Vienne, où il peint un portrait de l'empereur Ferdinand III. Taddeo Barberini lui commande une Transfiguration (copie de Raphaël) qui figure désormais dans l'église des Capucins à Rome. De retour à Florence, il peint un Saint Francois pour la Compagnia delle Stimmate. Il a également peint un Noli me tangere pour le couvent de la Maddalena. À son retour en Italie, il travaille à Prato, Florence et Empoli. Pour l'église de Sant' Agostino, à Prato, il peint une image de saint  Nicolas de Tolentino et pour la Société du Stigmata à Florence, un Saint  François. Dans la galerie de Vienne, on trouve une Vierge à l'Enfant que Balassi a peint sur une pierre. Parmi ses élèves on note Andrea Scacciati.

## Œuvres
- Autoportrait, Palazzo Pitti, Florence,
- Portrait de Ferdinand III du Saint Empire,
- Transfiguration (copie de Raphaël), église des Cappuccini de Rome.
- Saint-François pour la Compagnia delle Stimmate, Florence
- Noli me tangere,couvent de la Maddalena.
- Saint-Nicolas de Tolentino, église de Sant' Agostino, Prato,
- Vierge à l'Enfant, peinture sur pierre, Galerie de Vienne, Autriche.
- Fresques, (1659), Cappella dell'Assunzione, église Santo Stefano, Empoli,

## Sources
- (en) Cet article est partiellement ou en totalité issu de l’article de Wikipédia en anglais intitulé « Mario Balassi » (voir la liste des auteurs).